# De Gazelas
De Gazelas (tudi De Gazzelas) je bila slovenska glasbena skupina, ki je delovala v osemdesetih letih 20. stoletja.
Igrali so glasbo z elementi rocka, jazza in funka.
Skupina je dvakrat uspešno sodelovala na Opatijskem festivalu, festivalu Pop delavnica in na festivalu Novi Rock.
- Deja Mušič (vokal)
- Samo Pirc
- Vlado Pirc

- De Gazelas (1988, kaseta, ZKP RTV Ljubljana)

- Pop delavnica 1985 (predtekmovanje) - Dežela spominov
- Pop delavnica 1986 (predtekmovanje) - Vsi lažejo
- Pop delavnica 1987 - Ritem v zraku
- Pop delavnica 1988 - Nori časi
- Novi Rock 1985
- Opatijski festival 1986

- Nori časi
- Dežela spominov
- Ritem v zraku
- Angels
- Vsi lažejo
- Čudež življenja
- Nočna ptica
- Sprašujem te luna